# Sundialer
Sundialer is een studioalbum van The Enid. The Enid was opgestart in een nieuwe samenstelling en moest repeteren voor een nieuwe tournee. Dan is het wel zo makkelijk dat oud repertoire doorgenomen moet worden en dat daar dan weer nieuwe opnamen van gemaakt worden. Sundialer is het enige nieuwe nummer op dit album, de rest is remixen of opnieuw opgenomen. Nieuw lid van de band was Alex Tsentides. 

## Musici
- Robert John Godfrey – toetsinstrumenten
- Nick May – gitaar
- Alex Tsentides – basgitaar
- Steve Hughes – slagwerk

Met
- Damian Risdon – percussie Chaldean crossing
- Stephen Stewart – gitaar Chaldean crossing
- Troy Donockley – gefluit Chaldean crossing
- Max Read- zangstem op Ultraviolet cat

## Nummers
| Nr. | Titel                                        | Duur |
| --- | -------------------------------------------- | ---- |
| 1.  | Sundialer (Godfrey)                          |      |
| 2.  | Chaldean crossing (Godfrey, Stewart, Risdon) |      |
| 3.  | Dark hydraulic (Godfrey)                     |      |
| 4.  | Ultraviolet cat (Godfrey)                    |      |
| 5.  | Salome 95 (Godfrey, Stewart)                 |      |